# ’Tis Autumn: The Search for Jackie Paris
’Tis Autumn: The Search for Jackie Paris ist ein Dokumentarfilm von Raymond De Felitta, der 2006 veröffentlicht wurde. Er geht der Frage nach, wieso der Jazzsänger Jackie Paris in fast vollständige Vergessenheit geriet.

## Hintergrund

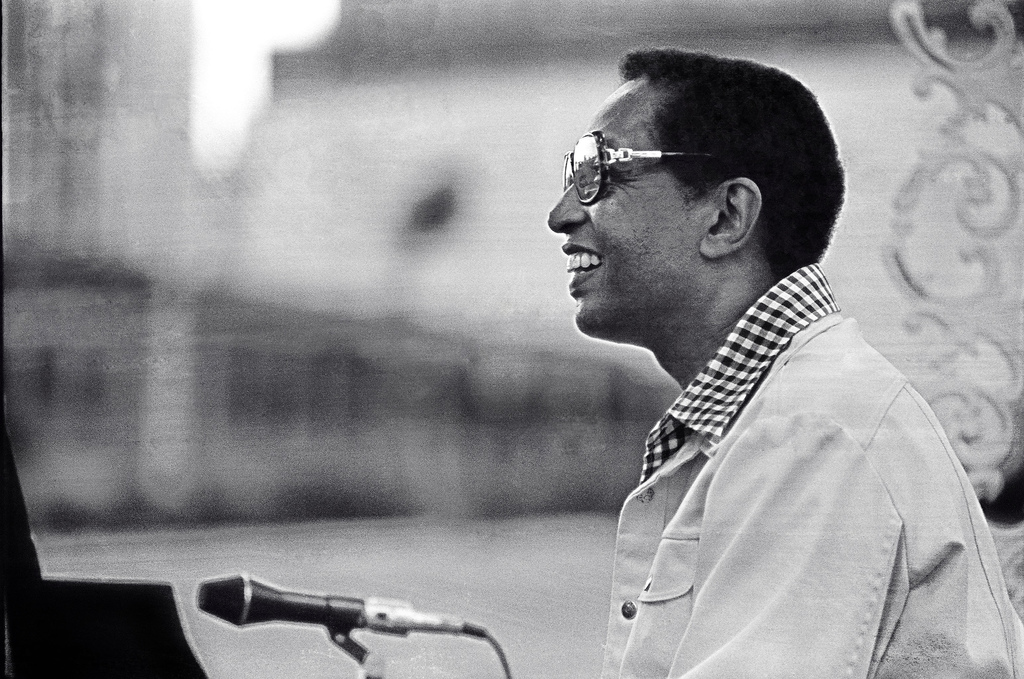
Der Pianist Billy Taylor (Foto von 1977) äußerte im Film über seinen Kollegen: „He was hard to get along with some times.“

Raymond De Felitta hörte Jackie Paris mit dem Song Skylark (vom gleichnamigen Brunswick-Album von 1954) erstmals 1991 im Rundfunk und war sofort von dem Sänger fasziniert. Er begann in den 2000er-Jahren mit Nachforschungen und stellte fest, dass der Sänger 1977 gestorben sein sollte. Schließlich entdeckte der Filmemacher 2004, dass Jackie Paris in Wirklichkeit noch lebte und in Clubs auftrat. Obwohl Paris nur zwölf Wochen später starb, setzte De Felitta das Filmprojekt fort und interviewte seine frühere Ehefrau Anne Marie Moss und auch dessen Sohn, der Jackie Paris nie kennengelernt hatte, ferner Plattensammler, Diskographen, Jazzkritiker und frühere Musikerkollegen.
De Felittas Film geht der Frage nach, was mit Jackie Paris passierte, nachdem seine Karriere nach den 1950er- und ’60er-Jahren ihren Zenit überschritten hatte und der italo-amerikanische Sänger in der Versenkung verschwunden war. In dem Film kommen Zeitgenossen des Sängers zu Wort, darunter Jazzmusiker und Insider aus dem Musikgeschäft, wie Anne Marie Moss, Howard Rumsey, Ruth Price, Gene Davis, Billy Taylor, Mark Murphy, Ira Gitler, Terry Gibbs, James Moody, Teddy Charles, Billy Vera, Phil Schaap, Will Friedwald und George Wein sowie der Regisseur Peter Bogdanovich, der Schauspieler Frank Whaley und der Journalist Nick Tosches, außerdem Exfrauen und Mitglieder der Familie des Sängers. Dabei werden viele Theorien ausgebreitet, warum Jackie Paris nie der große Durchbruch gelang – als Gründe werden sein Temperament und Ego genannt, ferner die Mafia oder einfach Pech und schlechtes Timing. An seinem Lebensende geheimnisvoll, äußert Paris zuletzt:
„Am Leben zu bleiben bedeutete, du selbst zu bleiben; was zum Teufel wären wir sonst?“
„To be alive was to be your own person; otherwise why the hell are we here?“

## Rezeption
De Felittas Film bekam in der internationalen und amerikanischen Presse wohlwollende Kritiken; „er gibt uns Einblicke zurück in eine Zeit, als die Eingeweihten cool und Jazz der König war, und ruft uns in Erinnerung, dass die Kraft großartiger Musik die Zeit, Schicksal, Exil und sogar den Tod überschreitet,“ lobte Bruce DeMara im Toronto Star.
Jeannette Catsoulis schrieb in The New York Times (2007), ’Tis Autumn: The Search for Jackie Paris stelle ein einen großartigen Künstler, der  lange verschwunden war in ein längst überfälliges Rampenlicht.
George Kanzler meinte 2009 in All About Jazz, De Felittas Film zeige vor allem mit den Aufnahmen von den Comeback-Auftritten im Jazz Standard, welches großes Talent Jackie Paris hate, der von Kritikern als einer der wenigen Popjazz-Sänger bezeichnet wurden, der in der Lage war, den Bebop zu generieren.
Robert Koehler schrieb in Variety, De Felitta konstruiere auf brillante Weise eine Geschichte, die aus der aufrichtigen Liebe zum Jazz schöpft und verstehen will, warum Jackie Paris „von der Sensation zu einer Fußnote seiner Generation“ wurde. Der Film dürfte ein essentieller Einblick für Jazzfans  sein, wird aber auch einem breiteren Publikum gefallen, indem es als eine gefühlvolle Mystery-Geschichte angekündigt wird.
Nick Schager schrieb in Slant, der erstklassige Dokumentarfilm zeichne ein lebendiges Bild der Bebop- und Jazzszene der 1940er- und ‘50er-Jahre; in der Person von Jackie Paris zeige er den Schmerz über die unerfüllten Wünsche, ebenso den Ursprung des Zorns, der seine Ambitionen vereitelte.
Marc Myers schrieb: „Der Film ist das Vorbild dessen, was alle Jazzdokumentationen sein sollten: Keine endlose Kette von sprechenden Köpfen, sondern eine poetische, emotionale und romantische Erkundung mit einer starken Geschichte und Sichtweise.“
Der Film kam 2006 in die Auswahl zum Sundance Film Festival in der Kategorie Independent Film Competition: Documentary.

## Musik des Films
Interpretiert werden in dem Film die Songs Paris in Blue (Charles Mingus), Strange (John La Touche, Marvin Fisher), ’Tis Autumn (Henry Nemo), Indiana (Ballard MacDonald, James F. Hanley), Bohemia (E. Smollet, M. Allen, C. Shirley), Do Me Somethin’, Big Fat Nothin’ (Chubby Jackson), ’Round Midnight (Thelonious Monk, Bernie Hanighen, Cootie Williams), I Can Hardly Wait ’til Saturday Night (Steve Allen, Terry Gibbs), Skylark (Johnny Mercer, Hoagy Carmichael), Cherry (Don Redman), Everybody Needs Love (Phil Medley, Ray Passman), Too Soon (Sunny Skylar, J. Robert Harris), I've Had a Heck of a Time (Jacques Wilson), mit Jackie Paris, Gesang, Thou Swell (Richard Rodgers, Lorenz Hart), The More I See You (Mack Gordon, Harry Warren, mit Jackie Paris und Anne Marie Moss, Gesang), ’Tis autumn (Henry Nemo), interpretiert vom Red Garland Trio, Mexicali Rose (Helen Stone, Jack Tenney), interpretiert von Jackie Paris und seinem Trio, Moose the Mooche (komponiert und gespielt von Charlie Parker), Oh, Look at Me Now (John De Vries, Joe Bushkin), interpretiert von Jackie Paris und Peggy Lee.